# La Anunciación (copias del retablo de María de Aragón)
Existen dos versiones de La Anunciación, obras del Greco, consideradas réplicas, o bocetos muy esmerados de La Anunciación (Retablo de María de Aragón). 

## Temática de la obra
El episodio de la Anunciación, y el de la Encarnación aparecen consecutivamente en el evangelio de Lucas (Lc 1:26-39).Estos dos lienzos parecen representar la encarnación, puesto que la Virgen María —repuesta de su sorpresa inicial— se gira hacia el arcángel Gabriel, en un ademán de aceptación. 

## Análisis de las obras

### Versión del Museo Thyssen-Bornemisza

#### Datos técnicos y registrales
- Madrid, Museo Thyssen-Bornemisza, n º. de inventario 171 (1954.1) [2]
- Pintura al óleo sobre lienzo;
- Dimensiones: 114 × 67 cm;
- Datación: hacia 1596, según Wethey (hacia 1596-1600, según el museo);
- Catalogado por Harold Wethey con el n º. 40 y por Tiziana Frati con la referencia 107-b-1.[3]

#### Descripción de la obra
Según Wethey, esta obra es una de las mejores creaciones del Greco, solamente superada por el lienzo definitivo del Retablo de doña María de Aragón.
Tanto el brillo como la frescura del colorido son espléndidos. La túnica rosa y el manto azul de la Virgen María siguen la tradición iconográfica tradicional. Un grupo de ángeles músicos ocupa la parte superior y una multitud de querubines abren camino a los rayos de luz de la paloma del Espíritu Santo. El arcángel viste un ropaje verde vivo, que destaca sobre sus alas grises, mientras que sus rizos se ven casi dorados. Los ángeles del rompimiento de gloria, que visten de verde, naranja oscuro, rojo, rosa y azul pálido, están ejecutados con extraordinaria maestría. Los querubines grises crean contrastes hermosos con nubes azuladas. Desafortunadamente, el borde inferior de la pintura fue recortado, de manera que se han perdido los escalones y el lugar donde se apoyaba la cesta de labores de la Virgen.

#### Procedencia
1. Colección Pascual, Barcelona.

### Versión del Museo de Bellas Artes de Bilbao

#### Datos técnicos y registrales
- Museo de Bellas Artes de Bilbao, n º. de inventario 69/116; [6]
- Pintura al óleo sobre lienzo;
- Datación: hacia 1595-1600;
- Dimensiones: 110 x 65 cm, según Wethey (113,8 x 65,4 cm, según el museo);
- Catalogado por Wethey con el n º. 41 y por Tiziana Frati con la referencia107-b.2.

#### Descripción de la obra
Este lienzo parece ser el compañero de la Adoración de los pastores (Roma) y del Bautismo de Cristo (Roma), unánimemente atribuidas al Greco. Las tres obras parecen ser esmerados bocetos o, más bien, pequeñas réplicas, de los correspondientes lienzos del Retablo de doña María de Aragón. Esta obra en concreto, como todos los bocetos del maestro cretense, une una gran delicadeza a un vigor extraordinario. En la presente pintura, el colorido sigue el mismo esquema que el del gran lienzo del Museo del Prado, pero es menos brillante. Las letras disparatadas de la cinta de paño blanco no forman una firma.

#### Atribución de la obra
La mayoría de los críticos consideran que se trata de una obra auténtica del Greco. Sin embargo, Wethey ve en ella la participación del taller del maestro.

#### Procedencia
1. Probablemente proviene de la colección de la Condesa de Quinto;
2. Venta en París en 1862, n º. 63, donde constaba con las dimensiones 111 × 66 cm;
3. Consejo Regional de Vizcaya.[12]